# ロッカルメーラ
ロッカルメーラ（イタリア語: Roccalumera, シチリア語: Roccolomèra）は、イタリア共和国シチリア州メッシーナ県にある、人口約4,100人の基礎自治体（コムーネ）。

## 地理

### 位置・広がり

#### 隣接コムーネ
隣接するコムーネは以下の通り。
- フィウメディニージ
- フルチ・シークロ
- マンダニーチ
- ニッツァ・ディ・シチーリア
- パリアーラ